# Russisch-Orthodoxe Kirche (Dresden)

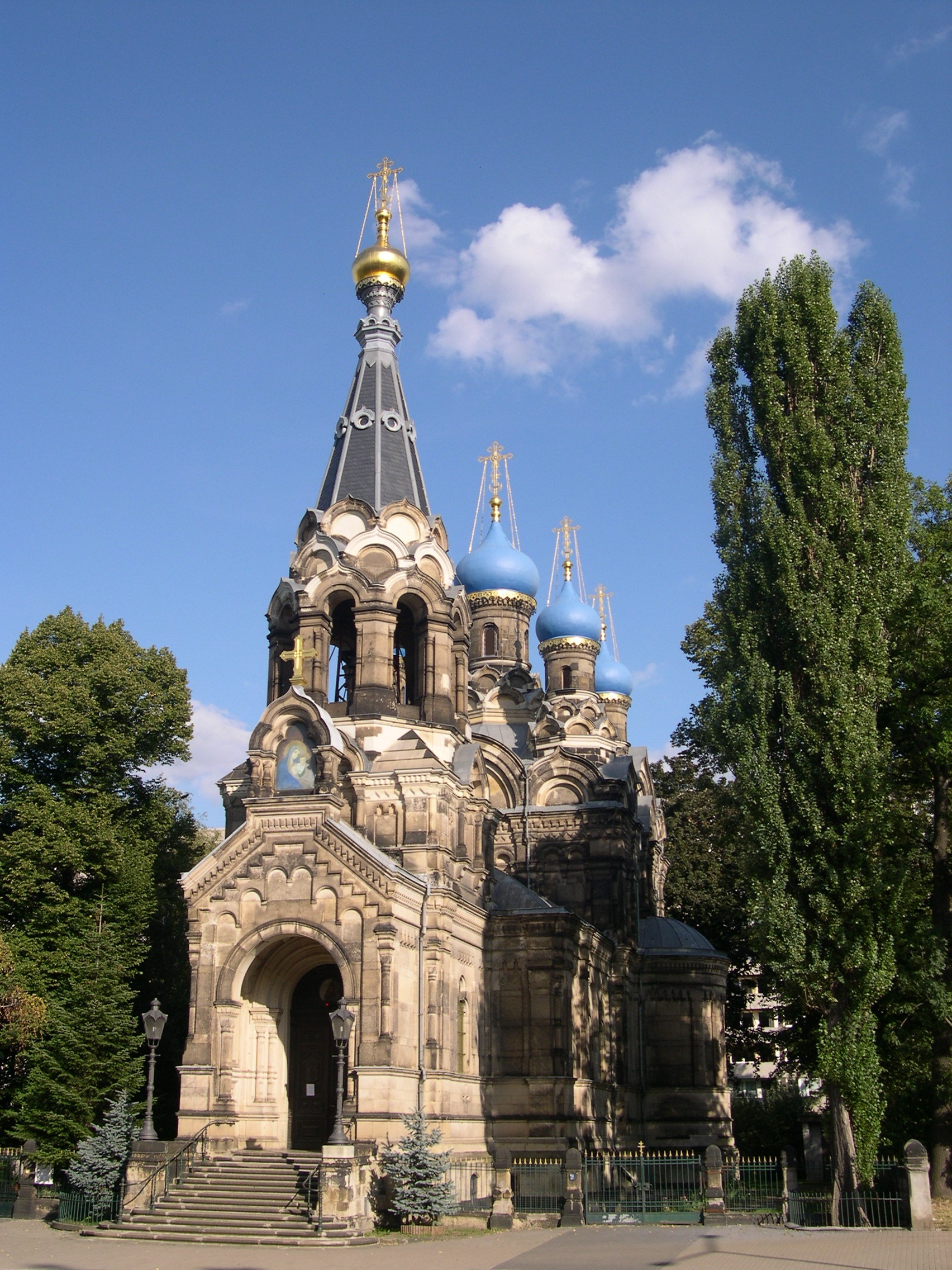
Die Russisch-Orthodoxe Kirche Dresden, Südwestansicht (Straßenseite)

Die Russisch-Orthodoxe Kirche des Heiligen Simeon vom wunderbaren Berge (russ. Церковь преподобного Симеона Дивногорца) ist ein im 19. Jahrhundert erbauter Sakralbau der Russisch-Orthodoxen Kirche in der sächsischen Landeshauptstadt Dresden.

## Geschichte
Die Kirche wurde zwischen 1872 und 1874 vom Architekten Harald Julius von Bosse, einem russischen Staatsrat deutscher Herkunft, der auch der Erbauer der deutschen Kirche in Sankt Petersburg war, sowie von dem Architekten Karl Weißbach an der Reichsstraße (heute Fritz-Löffler-Straße) in der  Südvorstadt errichtet. Etwa sieben Zehntel der Bausumme von 520.000 Reichsmark spendete der russische Staatsrat Simeon Wikulin, nach dessen Namenspatron, dem heiligen Symeon Stylites dem Jüngeren, die Kirche benannt wurde.
Die Ausstattung blieb wegen finanzieller Probleme unvollendet. Die wertvollen archaisierenden Ikonen der Ikonostase schuf der holländische Maler James Marshall, der durch seine Deckengemälde in der Semperoper bekannt wurde.
Der erste Erzpriester der Kirche war der Petersburger Alexander Rosanow.  Im Jahre 1875 nahm Zar Alexander II., der an der Finanzierung der Kirche beteiligt war, an einem Gottesdienst in der Kirche teil. 
Fjodor Dostojewski, der zwischen 1869 und 1871 in Dresden lebte, ließ in der Kirche seine Tochter Ljubow taufen. Der Komponist Sergej Rachmaninow, der ebenfalls einige Zeit in Dresden lebte, trug durch eine Großspende zum Einbau der noch heute funktionstüchtigen Gasheizung bei. Zu den weiteren (zeitweiligen) Gemeindemitgliedern zählen Michail Bakunin und Iwan Turgenjew.
Die vor allem für die russische Gesandtschaft im Königreich Sachsen errichtete russisch-orthodoxe Kirche gehört noch heute zum Moskauer Patriarchat. Allerdings hatten die nationalsozialistischen Machthaber 1939 die Kirche an die Russisch-Orthodoxe Auslandskirche übertragen, während sich die Gemeinde für die Zugehörigkeit zum Moskauer Patriarchat aussprach. Nach der deutschen Wiedervereinigung führte dies zu einem jahrelangen Rechtsstreit, der erst im Mai 2007 durch die Wiedervereinigung beider Kirchen beigelegt werden konnte.
Zwischen 1914 und 1921 war die Kirche wegen „Sicherheitsbedenken“, die sich gegen die Gottesdienste in russischer Sprache richteten, geschlossen.
Bei den Luftangriffen auf Dresden im Februar 1945 blieb die Kirche als einziges Gebäude in weitem Umkreis relativ unversehrt.

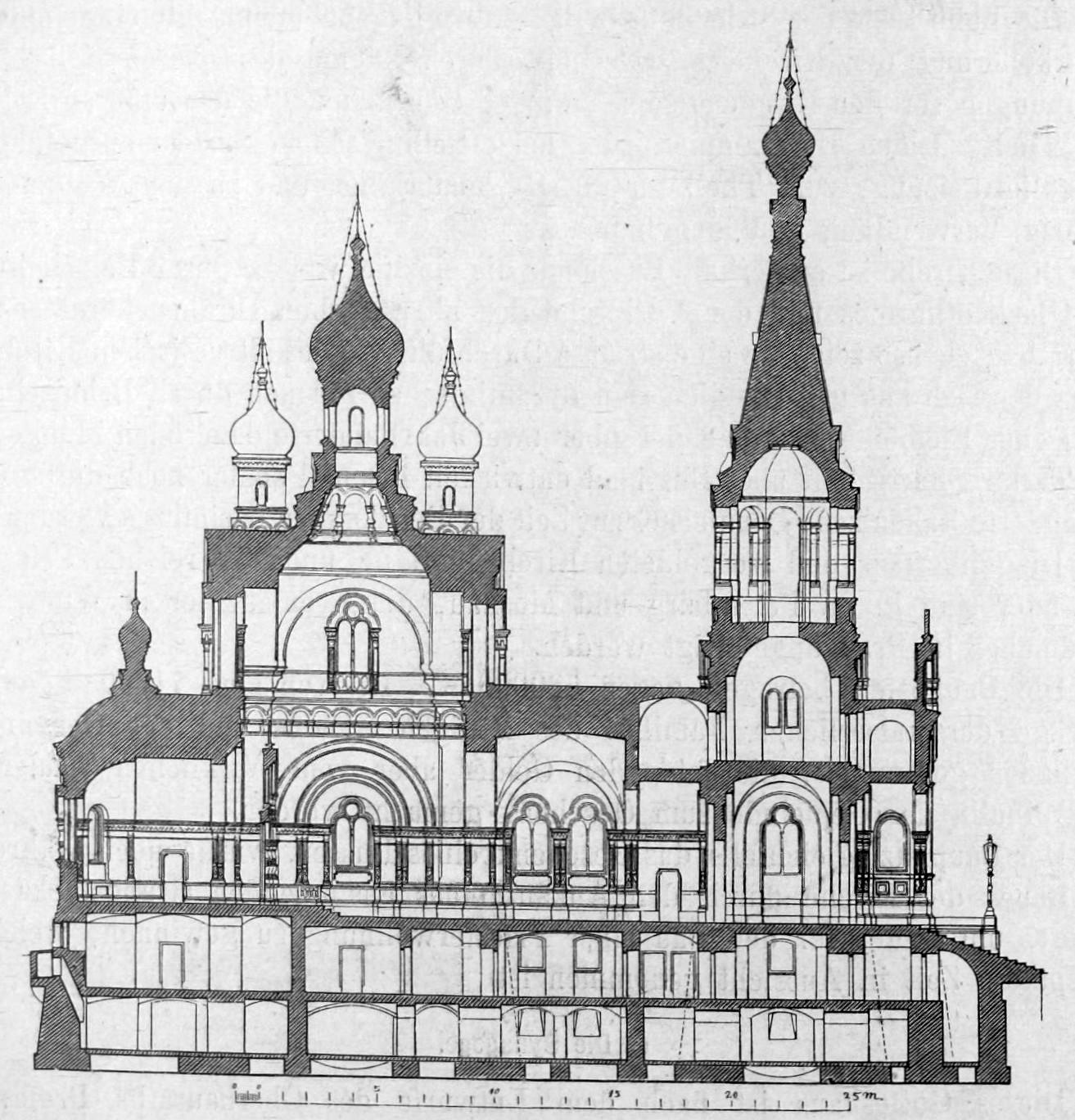
Längsschnitt 2. Hälfte 19. Jahrhundert
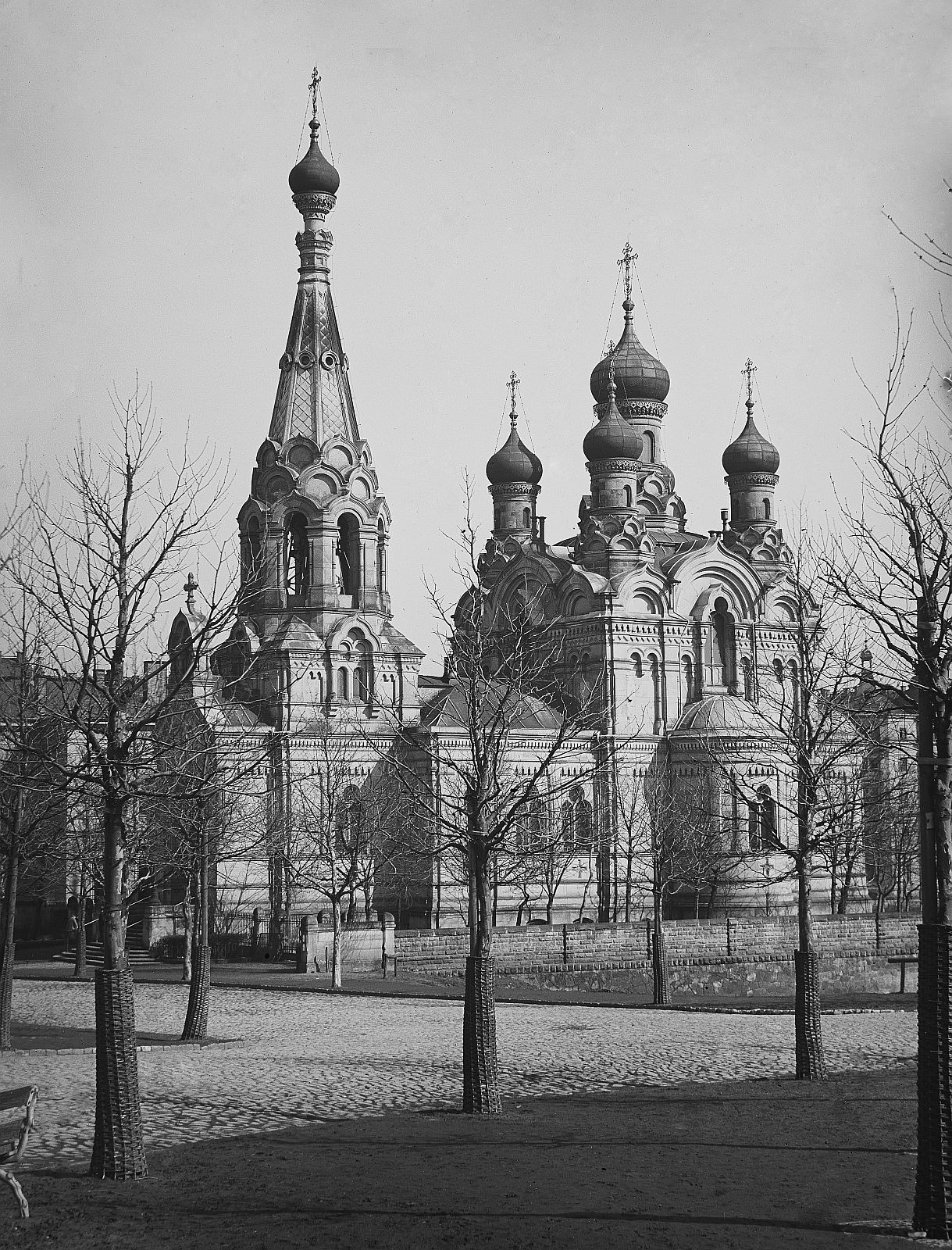
Ansicht der Kirche in den 1890er Jahren
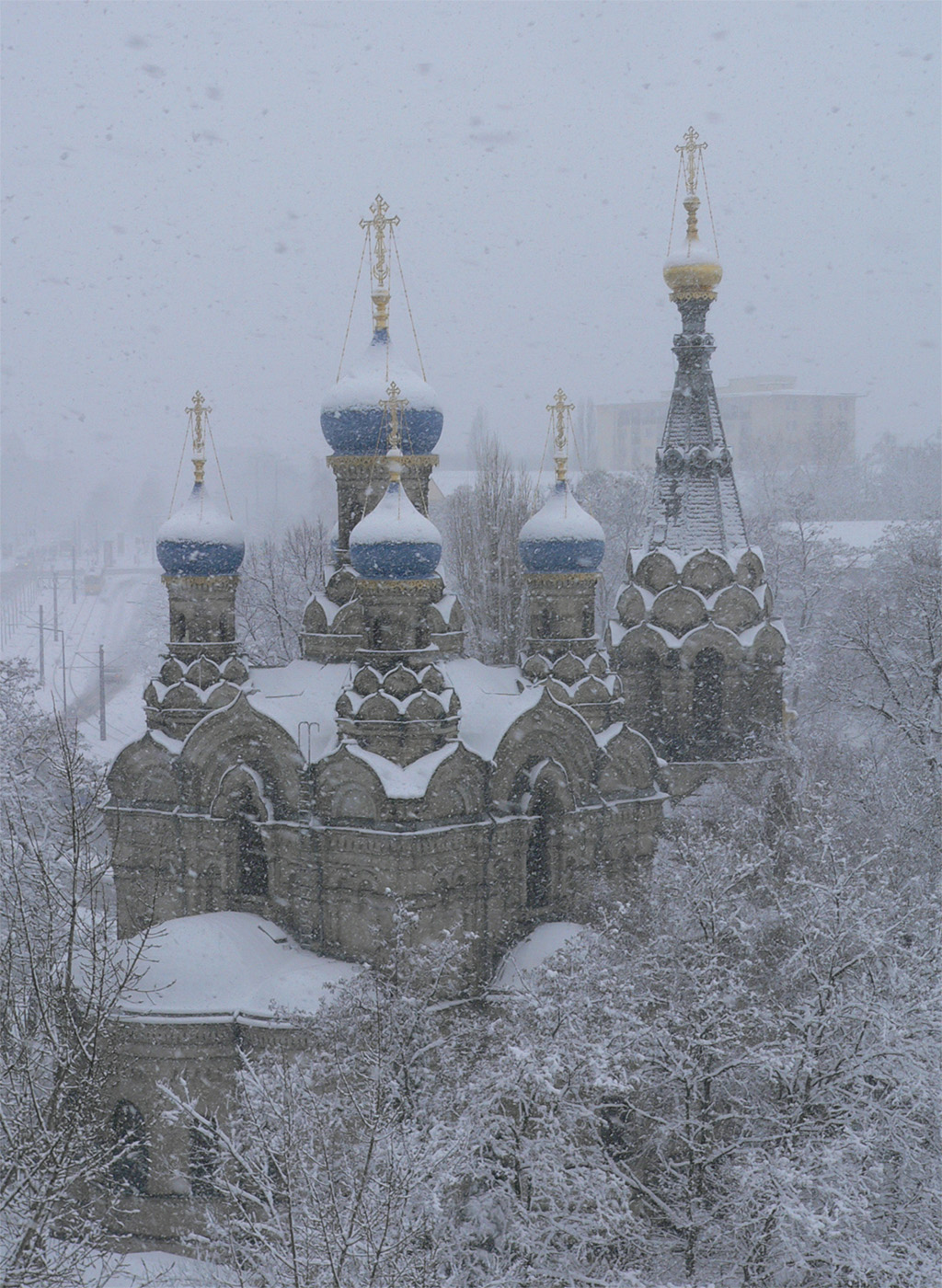
Winteridyll, Nordostansicht
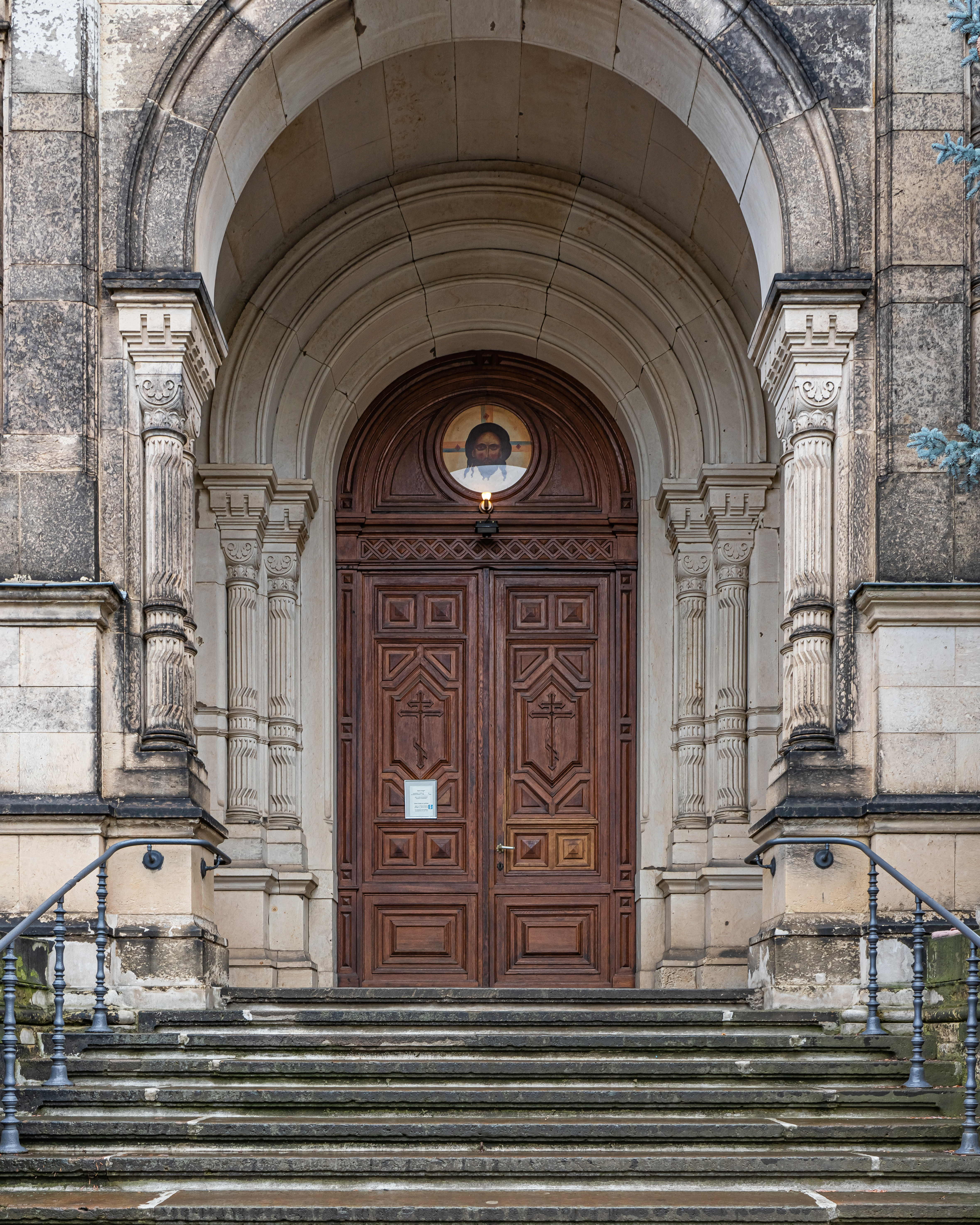
Eingangsportal
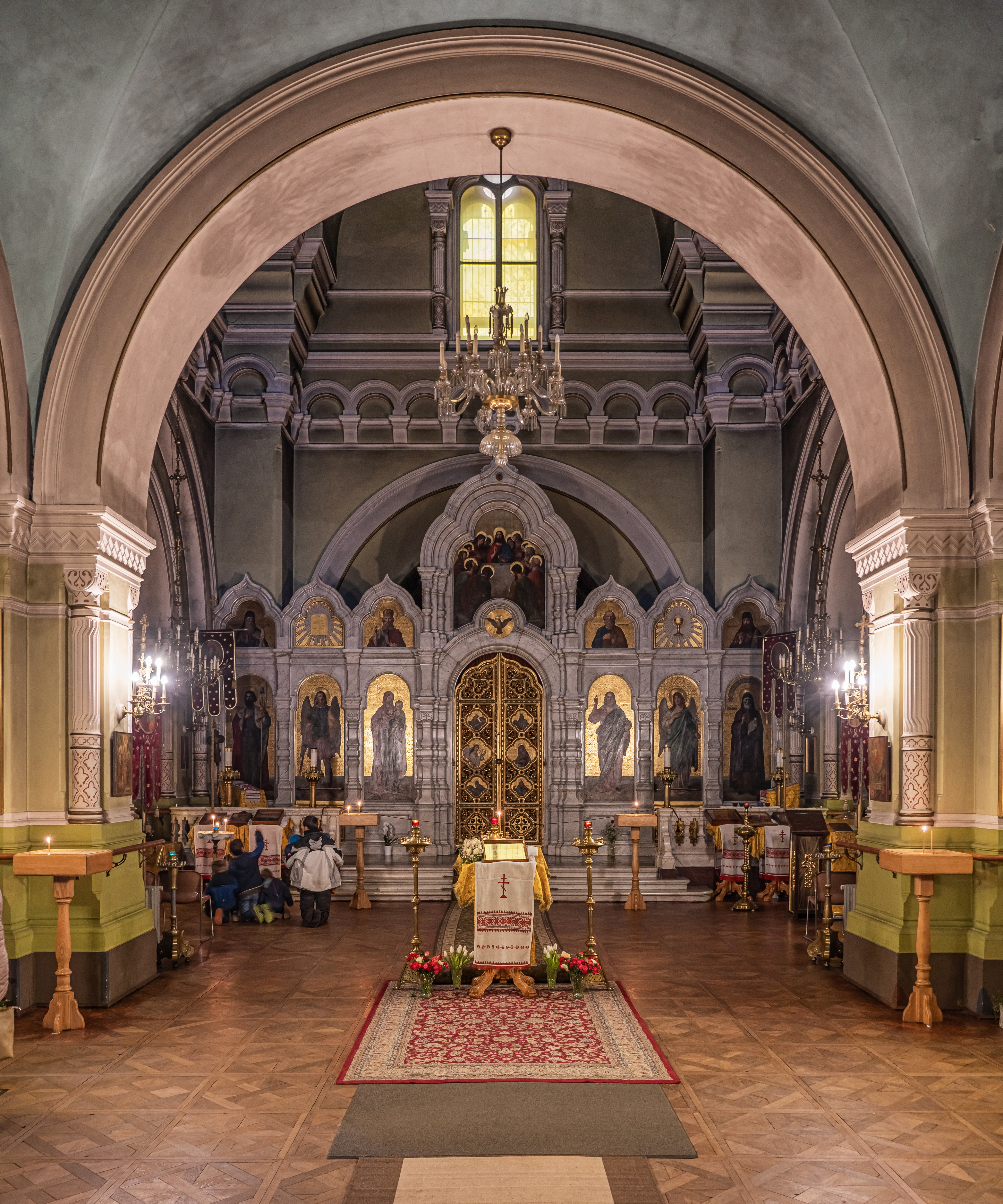
Interieur der Kirche

## Heute
Die Gemeinde hat heute über 1000 Mitglieder. 2007 wurde die 1985 begonnene umfangreiche Sanierung und Rekonstruktion abgeschlossen. Die Gesamtkosten schätzte Erzpriester Georgi Dawidow auf etwa eine Million Euro.

## Architektonisches
Der 33 m lange und 13 m breite Ziegelbau mit Sandsteinverkleidung und einem 40 m hohen Glockenturm zeigt sich mit seinen fünf Zwiebeltürmen im Stil russischer Sakralbauten des 16./17. Jahrhunderts.
Die Zwiebelkuppeln zeigen Christus und die vier Evangelisten.